# Cycling Australia Hall of Fame
Le Cycling Australia Hall of Fame ou le Temple de la renommée du cyclisme en Australie est créé en 2015. Il récompense des personnalités australiennes liées au cyclisme. Le Temple de la renommée est axé sur la performance athlétique, mais reconnaît également les administrateurs, les officiels et les entraîneurs.
Le 13 novembre 2015, les noms des premiers membres du tout nouveau Temple de la renommée sont annoncés à l'occasion de la remise du prix du cycliste australien de l'année (Sir Hubert Opperman Trophy) à Melbourne. Des nouveaux membres sont intégrés chaque année.

## Sélection
Le premier comité de sélection est composé de : Peter Bartels (président), Katherine Bates, Rob Eva, Matthew Keenan, Michael Turtur, John Trevorrow et Anna Wilson.
Il existe deux catégories :
- Athlète : un athlète ne peut être considéré pour une inclusion au Temple de la renommée qu'après une période de deux ans suivant sa retraite de la compétition au plus haut niveau. Les athlètes doivent être citoyens australiens, avoir atteint le plus haut niveau de compétition dans leur discipline  et avoir le soutien de leurs pairs[2].
- Général : le dirigeant, l'officiel ou l'entraîneur peut être considéré pour l'inclusion en fournissant pas moins de vingt ans de service au sport. Il peut avoir servi dans des équipes australiennes en tant qu'entraîneur ou dirigeant, avoir entraîné un coureur médailles aux Jeux olympiques, aux Jeux du Commonwealth, aux championnats du monde, aux Coupes du monde, ou vainqueur sur les courses UCI World Tour ou ayant battu un record du monde. Il doit également avoir apporté une contribution positive significative et durable au cyclisme[2].

## Membres du Hall of Fame
| - Brett Aitken (cycliste) - Phil Anderson (cycliste) - Katherine Bates (cycliste) - Ryan Bayley (cycliste) - Iris Bent (cycliste) - Sara Carrigan (cycliste) - Danny Clark (cycliste) - Mary Daubert (cycliste) - Iris Dixon (cycliste) - Michelle Ferris (cycliste) - Ray Godkin (dirigeant) - Alfred Goullet (cycliste) - Edgar Gray (cycliste) - Mary Grigson (cycliste) - Jack Hoobin (cycliste) - Glen Jacobs (constructeur) | - Katie Mactier (cycliste) - Robbie McEwen (cycliste) - Bradley McGee (cycliste) - Scott McGrory (cycliste) - Russell Mockridge (cycliste) - Hubert Opperman (cycliste) - Sydney Patterson (cycliste) - Gerry Ryan (sponsor) - Chris Scott (cycliste) - Robert Spears (cycliste) - Julie Speight (cycliste) - Michael Turtur (cycliste) - Kathy Watt (cycliste) - Charlie Walsh (entraineur) - Anna Wilson (cycliste) - Oenone Wood (cycliste) |

## Voir également
- Sir Hubert Opperman Trophy